# Kungliga hushållet vid Stockholms slott
Kungliga hushållet vid Stockholms slott kallas den organisation som inom de Kungliga Hovstaterna ansvarar för hushållningen såsom matlagning, dukning, etc vid Stockholms slott. Inom hushållet ingår även fatburen, som är en äldre benämning på linneförråd. Inom det kungliga hushållet arbetar hovfurirer och taffeltäckare (alltså de som dukar och dukar av borden). Inom fatburen arbetar fatbursjungfrur, dessa ansvarar för tvätt och linneförråd. Hushållet sorterar organisatoriskt under Hovmarskalksämbetet.